# Cerro El Pital
Cerro El Pital (2730 m n. m.) je hora v pohoří Sierra Madre de Chiapas ve Střední Americe. Leží na hranicích mezi Salvadorem (departement Chalatenango) a Hondurasem (departement Ocotepeque). Jedná se o nejvyšší horu Salvadoru.